# Бирпинзель
Бирпинзель (нем. Bierpinsel — букв. «пивная кисть») — здание в берлинском районе Штеглиц. Имеет высоту 47 метров. Первоначальная архитектурная идея была построить здание в виде дерева. Строительство продолжалось с 1972 по 1976 год.

## Описание
Здание имеет четыре этажа. В прежние годы в нём располагались рестораны и ночной клуб. Расположенные в здании предприятия нередко банкротились. Из-за необходимости дорогостоящей реконструкции в 2002 году здание было продано.
Располагается вблизи станции метро «Шлоссштрассе», на перекрёстке главной улицы Штеглица Шлоссштрассе и автострады Филандаштрассе, рядом с торговым центром «Boulevard Berlin».
Bierpinsel закрыт с апреля 2006 года. Новый владелец хочет перестроить всю площадь. Планы были подвергнуты критике, так как владелец собирается придать зданию вид золотой башни, который разрушит традиционное оформление в стиле поп-арт. Также предполагается вернуть первоначальное название здания — оно называлось «Turmrestaurant Steglitz» (нем. «Башня-ресторан Штеглиц»).
В апреле 2010 года несколько видных граффити-художников в течение нескольких недель оформляли здание в рамках проекта Turmkunst (нем. «Башенное искусство») 2010 года — выставки уличного искусства.